# Tyreik McAllister
Tyreik McAllister (Latta, 7 aprile 1998) è un giocatore di football americano statunitense che milita nel ruolo di wide receiver e che è free agent. Al college ha giocato per l'Università di Charleston.

## Carriera universitaria
McAllister, originario di Latta in Carolina del Sud, cominciò a giocare a football nella locale Latta High School, per poi passare, nel suo ultimo anno alle high school, alla Palmetto Prep di Columbia dove fu premiato come uno dei migliori giocatori della conference. Andò quindi a giocare college football dal 2017 al 2021 all'Università di Charleston con i Golden Eagles impegnati nella Mountain East Conference (MEC) della Divisione II della Football Bowl Subdivision (FBS) della NCAA. In carriera al college mise a tabellino complessivamente 2 561 yard corse per 26 touchdown con una media di 7,2 yard per corsa oltre a 113 ricezioni per 1 047 yard e quattro touchdown. Fu nominato tra i migliori giocatori della conference, venendo inserito nel First-Team All-MEC, per la stagione 2019 e per la stagione 2021 in cui fu anche premiato come giocatore offensivo dell'anno.
Terminata la sua esperienza al college McAllister si candidò per passare tra i professionisti.
Premi e riconoscimenti
- 2 First-Team All-MEC (2019, 2021)
- Giocatore offensivo dell'anno della MEC (2021)

## Carriera professionistica

### Denver Broncos
McAllister non fu scelto nel corso del Draft NFL 2022 e il 12 maggio 2022 firmò da undrafted free agent con i Denver Broncos. Il 10 agosto 2022 fu spostato in lista riserve/infortunati per un infortunio alla coscia 
Il 22 novembre firmò per la squadra di allenamento dei Broncos. Svincolato il 29 novembre, poi riaggrageto in squadra di allenamento il 14 dicembre 2022, il 9 gennaio 2023 firmò da riserva/contratto futuro. Il 31 maggio 2023 fu svincolato dai Broncos.

### Hamilton Tiger-Cats
Il 14 giugno 2023 McAllister firmò con gli Hamilton Tiger-Cats della Canadian Football League (CFL). In stagione fece 16 presenze giocando negli special team. Totalizzò 13 corse per 52 yard e 27 ricezioni per 364 yard e due touchdown, ritornò 41 kickoff con una media di 25,3 yard, 56 punt con una media di 10,8 yard e sette field goal sbagliati per 408 yard e un touchdown.. Al termine della stagione McAllister risultò leader della lega per media yard ritornate sui kickoff e in all-purpose yard.

### Las Vegas Raiders
Il 16 gennaio 2024 McAllister firmò da riserva/contratto futuro con i Las Vegas Raiders. Durante il precampionato si mise in evidenza, in particolare nella gara finale contro i San Francisco 49ers in cui ritornò in touchdown un punt per 81 yard e segnò un altro touchdown con una ricezione da 35 yard. Le sue performance gli valsero il 27 agosto 2024 l'inserimento nel roster attivo iniziale dei Raiders per la nuova stagione.
Dopo aver fatto tre presenze, il 1º novembre fu svincolato per poi essere riaggiunto alla squadra di allenamento tre giorni dopo, dove concluse la sua annata.
Il 6 gennaio 2025, al termine della stagione regolare, McAllister firmò da riserva/contratto futuro. Il 12 maggio 2025 fu svincolato.

## Statistiche

### Stagione regolare
| 2022       | Denver     | NFL        | 0  | 0  | In squadra di allenamento | In squadra di allenamento | In squadra di allenamento | In squadra di allenamento | In squadra di allenamento | -  | -     | -    | -  | - | -  | -   | -    | -  | - | - | -   | -    | -   | - | -  | -  | -   | -  | - | - | - |
| 2023       | Hamilton   | CFL        | 16 | 10 | 27                        | 364                       | 13,5                      | 64                        | 2                         | 41 | 1.037 | 25,3 | 71 | 0 | 56 | 603 | 10,8 | 54 | 0 | 7 | 408 | 58,3 | 122 | 1 | 13 | 51 | 3,9 | 13 | 0 | 0 | 0 |
| 2024       | LV         | NFL        | 3  | 0  | 0                         | 0                         | 0,0                       | 0                         | 0                         | 2  | 49    | 24,5 | 28 | 0 | 2  | 24  | 12,0 | 14 | 0 | 0 | 0   | 0,0  | 0   | 0 | 2  | 11 | 5,5 | 10 | 0 | 0 | 0 |
| Totale CFL | Totale CFL | Totale CFL | 16 | 10 | 27                        | 364                       | 13,5                      | 64                        | 2                         | 41 | 1.037 | 25,3 | 71 | 0 | 56 | 603 | 10,8 | 54 | 0 | 7 | 408 | 58,3 | 122 | 1 | 13 | 51 | 3,9 | 13 | 0 | 0 | 0 |
| Totale NFL | Totale NFL | Totale NFL | 3  | 0  | 0                         | 0                         | 0,0                       | 0                         | 0                         | 2  | 49    | 24,5 | 28 | 0 | 2  | 24  | 12,0 | 14 | 0 | 0 | 0   | 0,0  | 0   | 0 | 2  | 11 | 5,5 | 10 | 0 | 0 | 0 |

Fonte: Football Database